# Оуквуд-Парк (Міссурі)
Оуквуд-Парк (англ. Oakwood Park) — селище (англ. village) в США, в окрузі Клей штату Міссурі. Населення — 189 осіб (2020).

## Географія
Оуквуд-Парк розташований за координатами 39°12′17″ пн. ш. 94°34′26″ зх. д. / 39.20472° пн. ш. 94.57389° зх. д. (39.204721, -94.573831).  За даними Бюро перепису населення США в 2010 році селище мало площу 0,17 км², уся площа — суходіл.

## Демографія
Згідно з переписом 2010 року, у селищі мешкало 188 осіб у 84 домогосподарствах у складі 49 родин. Густота населення становила 1084 особи/км².  Було 84 помешкання (484/км²).
Расовий склад населення:
| - 89,9 % — білих - 1,6 % — вихідців з тихоокеанських островів - 1,6 % — азіатів - 3,2 % — осіб інших рас |

До двох чи більше рас належало 3,7 %. Частка іспаномовних становила 5,3 % від усіх жителів.
За віковим діапазоном населення розподілялося таким чином: 18,1 % — особи молодші 18 років, 63,3 % — особи у віці 18—64 років, 18,6 % — особи у віці 65 років та старші. Медіана віку мешканця становила 42,5 року. На 100 осіб жіночої статі у селищі припадало 95,8 чоловіків;  на 100 жінок у віці від 18 років та старших — 92,5 чоловіків також старших 18 років.
Середній дохід на одне домашнє господарство  становив 71 561 долар США (медіана — 65 500), а середній дохід на одну сім'ю — 83 069 доларів (медіана — 65 000). Медіана доходів становила 55 469 доларів для чоловіків та 50 694 долари для жінок. За межею бідності перебувало 8,6 % осіб, у тому числі 10,3 % дітей у віці до 18 років та 9,7 % осіб у віці 65 років та старших.
Цивільне працевлаштоване населення становило 95 осіб. Основні галузі зайнятості: освіта, охорона здоров'я та соціальна допомога — 23,2 %, виробництво — 11,6 %, науковці, спеціалісти, менеджери — 10,5 %, інформація — 9,5 %.